# Барковка (Марий Эл)
Барковка (мар. Марковы) — деревня в Горномарийском районе Марий Эл России. Входит в состав Микряковского сельского поселения.

## Название
Своё название деревня получила в честь старшего землеустроителя уездной земельной комиссии Васильсурского уезда К. М. Барковского, марийское название по фамилии первых поселенцев.

## География
Расположена на дороге Микряково — Васильсурск в 10,5 км от Микряково и в 8,5 км от Васильсурска. В сторону Микряково на расстоянии 1,8 км расположена деревня Рябиновка. От берега Волги деревня отдалена на 0,5 км.
Рядом с деревней находится историческое место, стоянка древних людей «Чёртово городище».

## История
Деревня была основана в рамках Столыпинской реформы в 1911 году.
В 1928 году в деревне была создана сельскохозяйственная коммуна «Ир Жера» («Утренняя Заря»), впоследствии, во время коллективизации ставшая колхозом имени Степана Разина.

### Административно-территориальная принадлежность
В разное время деревня входила в состав Емангашской волости Васильсурского уезда, Шешмарского района Юринского кантона, Крайне-Шешмарского сельского совета Еласского района, Берёзовского сельского совета Горномарийского района.

## Население
| 2002 | 2010 | 2013 | 2014 |
| ---- | ---- | ---- | ---- |
| 101  | ↘79  | ↗80  | ↗81  |

По состоянию на 1 января 2001 года в деревне проживало 106 человек. Было 44 двора, в том числе 2 пустующих.

## Известные уроженцы, жители
Барковка — родина полного кавалера ордена Славы Степана Алексеевича Катюкова, который в годы войны был сапёром.

## Инфраструктура
Личное подсобное хозяйство с зоной сельскохозяйственного использования, индивидуальная застройка усадебного типа. Работает СПК «Маяк».

## Транспорт
Раньше через деревню проходила грунтовая дорога, но в 2010 году была проложена асфальтированная дорога, связавшая Васильсурск и Микряково.